# 黎錦耀
黎錦耀（1895年—1954年），字叔翊，湖南湘潭人，中国地質礦業學家。在家中排行第三，長兄為國學家黎錦熙，二兄為著名作曲家黎錦暉。兄弟八人有「黎氏八駿」之譽。

## 生平
早年畢業於湖南高等工業學校採礦冶金科，曾於南京擔任礦學社主事、《中華礦學雜誌》主編。抗戰期間返鄉，變賣家產已斥資開採鹽礦、煤礦，以發展湘潭之採礦工業。1949年後，任湖南省工業廳高級工程師。1953年，受命領隊赴海南島探礦，翌年病故於當地礦藏考察工地。